# Rough Toughs and Roof Tops
Rough Toughs and Roof Tops (o Rooftops and Ruffians) è un cortometraggio muto del 1917 diretto da Lawrence Semon (Larry Semon).

## Produzione
Il film fu prodotto dalla Vitagraph Company of America (come Big V Comedies).

## Distribuzione
Distribuito dalla Greater Vitagraph (V-L-S-E), il film - un cortometraggio in una bobina presentato da Albert E. Smith - uscì nelle sale cinematografiche statunitensi il 5 novembre 1917.
Non si conoscono copie ancora esistenti della pellicola che viene considerata presumibilmente perduta.